# Краснокутський Олександр Григорович
Олекса́ндр Григо́рович Красноку́тський (* 1781 — † 1841) — російський військовик, журналіст, мемуарист українського походження з козацько-старшинського роду Краснокутських. Брат Семена Краснокутського.

## Біографія
Народився 1781 року в с. Пайки Переяславського повіту Київського намісництва в сім'ї Григорія Івановича Краснокутського (1751—1813), майбутнього київського губернського прокурора. Його мати — Софія — походила з родини козацької старшини Степана Томари та його дружини Ганни, дочки полтавського полковника В. Кочубея.
Навчався в Петербурзькому Сухопутному кадетському корпусі, звідти 1797 р. направлений корнетом до Чернігівського кірасирського полку. З 1799 р. — підпоручик.
16 жовтня 1804 р. увільнений на цивільну службу колезьким секретарем. 13 квітня 1805 р. призначений приставом складових магазинів в Одесі.
З 17 січня 1806 р. — поручик, а від 1808 р. — капітан. Учасник російсько-турецької війни 1806—1812 рр..
1810 р. розпочав співпрацю з часописом «Русский вестник», дебютувавши розповіддю «Поездка русского офицера в Константинополь» (окремо надруковано як «Дневные записки поездки в Константинополь Александра Григорьевича Краснокутского в 1808 году, самим им писанные» у Москві 1815 р.).
Від 1812 р. — майор. Того ж року перейшов старшим ад'ютантом до головнокомандування створеної на Волині 3-ї армії генерала від кавалерії О. Тормасова.
Учасник Війни 1812 року.
Від 4 березня 1813 р. — підполковник, від осені цього ж року — полковник.
Опублікував лист до С. Глинки під заголовком «Уважение англичан и других народов к деяниям графа Матвея Ивановича Платова» та нарис «Ландек в Силезии» з висвітленням подробиць прибуття імператора Олександра I на курорт до м. Ландек. Занотував спогади, пов'язані з донськими козаками, зокрема про перебування в Лондоні одного з них — Олександра Земленухина («Русский вестник», 1813—1814; «Русская старина», 1905, № 3).
Від 2 жовтня 1819 р. у відставці зі званням генерал-майора.
Видав як «найщиріше підношення» П. Коновніцину (старшому) книгу «Взгляд русского офицера на Париж во время вступления Государя Императора и союзных войск, в 1814 году», що видана 1819 року в Санкт-Петербурзі.
Помер 1841 року. Похований у с. Кузнєцовка Дмитрієвського повіту Курської губернії.

## Особисті відомості

### Відзнаки
1806 р. удостоєний ордена святої Анни IV ступеня, 1809 р. — ордена святого рівноапостольного князя Володимира IV ступеня. За участь у Війні 1812 року нагороджений орденами святої Анни ІІ ступеня і святого Георгія IV ступеня.